# Аксуат (езеро)
Аксуат (на казахски: Ақсуат; на руски: Аксуат) е езеро в северозападната част на Казахстан (Кустанайска област), разположено в Тургайската падина, на 119 m н.м. Площ от 50 до 150 km² в зависимост от сезона. Дълбочина до 3 m. Бреговете му са силно разчленени, а дъното му е тинесто. Състои се от две отделни езера Голям Аксуат (на изток) и Малък Аксуат (на запад), свързани помежду си с проток дълъг 700 m. От запад се влива пресъхващата река Карасу. В маловодни години езерото пресъхва. Водата му е минерализирана. На северния бряг на Голям Аксуат е разположено село Наурзум, по името на което е наименуван Наурзумския резерват, включващ освен езерото Аксуат и езерата Жарман, Жаркол и Шашкакол.